# 王章 (画家)
王章（1812年—1863年），初名抟霄，一作抟云，字雨岚，一作宇南，江苏江宁府上元县（今江苏省南京市）人。清朝诗人、书画家。
王章年幼家贫，致力于学，道光十二年（1832年）秀才，其后屡试不第。无意仕途，远游湖湘一带。与同乡顾槐三等结苔岑社。在六合人贡氏家开设学馆，后来应荆宜施道陶某的聘礼为记室。咸丰年间，因为太平天国起义，避兵苏州。与许宗衡等友善。为人性情耿介，虽居窘境而豪气不减。不轻易求人，中经离乱，穷愁困顿而卒。终年五十二岁。
王章善书画，尤精于山水小幅。工诗古文词，文章学韩愈、欧阳修，风骨简秀。诗多抑塞磊落之气，著有《随缘草堂文稿》一卷、《守约堂诗集》一卷、《静虚堂诗集》二十卷、《雨岚诗钞》、《静虚室吹笙草》。后者为词集，收入《金陵丛书》丁集。